# کافی (میزوری)
کافی (به انگلیسی: Coffey) یک شهر در ایالات متحده آمریکا است که در شهرستان دیویس، میزوری واقع شده‌است. کافی ۰٫۵۴ کیلومتر مربع مساحت و ۱۶۶ نفر جمعیت دارد و ۲۸۷ متر بالاتر از سطح دریا واقع شده‌است.